# Каран Върбовка
Кара̀н Върбо̀вка е село в Северна България, община Две могили, област Русе.

## География
Село Каран Върбовка се намира в източната част на Дунавската равнина, около 2 km на юг от река Черни Лом, в малка приточна долина. Релефът е хълмист, климатът е умереноконтинентален, почвите са главно сиви горски и черноземни, околните гори са предимно борови.
Каран Върбовка отстои на около 39 km на юг от областния град Русе, 21 km на изток-североизток от град Бяла, 25 km на северозапад от град Попово и 14 km на югоизток от общинския център град Две могили. През селото минава общински път, който идва от север като отклонение от третокласния Републикански път III-5001, водещ на запад от разклона към село Острица и на изток – към село Кацелово. На юг от Каран Върбовка общинският път се изкачва към Каранвърбовския манастир „Света Марина“, като на около километър от селото минава край североизточния бряг на малък местен язовир (микроязовир) с площ към 4 ha.
Надморската височина на пътя при влизането в селото от север е около 140 m, а при крайпътната чешма в южния край на селото – около 190 m. В центъра при сградата на кметството надморската височина е около 164 m и нараства на запад до около 190 m, а на изток – до 210 – 220 m.
Населението на село Каран Върбовка, наброявало 1959 души към 1934 г. и 1995 – към 1946 г., намалява бързо до 1537 към 1956 г. и по-равномерно – до 311 към 2018 г.
При преброяването на населението към 1 февруари 2011 г., от обща численост 392 лица, за 167 лица е посочена принадлежност към „българска“ етническа група, за 191 – към „турска“, а за останалите – не се самоопределят или не е даден отговор.
Поминъкът на селото към 1982 г. се основава на зърнопроизводство (царевица, пшеница, ечемик), лозарство, зеленчукопроизводство, на по-слабо развитото овощарство, на животновъдство (овце, говеда, свине, птици). Има цех за производство на тапицерии за детски колички, цех „База нови машини" към завод „Петър Караминчев" в Русе.

## История
Селото се споменава в турски документи от средата на XV век, а с името Вирбуфка – от 1734 г. В землището на Каран Върбовка са намерени тракийска керамика, тежести за стан, бойни топки, хромели, колективна находка от медни и бронзови монети от времето на римския император Константин I Велики (306 – 337). В местността „Аязмото", на западния склон, има останки от тракийско, антично и средновековно селище. На източния склон има праисторическа могила (непроучена към 1986 г.). Върху нея по време на Втората българска държава (1186 – 1396) е построен манастир, разрушен при турското нашествие. В началото на XIX век недалеч от него е построена църква; около 300 m северно от нея е разкрито хайдушко скривалище (единственото, открито до 1982 г.).
Според местна легенда, източно от манастира е заровена каляската на цар Иван Шишман.
Относно село Каран Върбовка, Беленско, в Държавния архив – Русе се съхраняват документи (от посочени периоди) на/за:
- Църковно настоятелство – с. Каран Върбовка, Беленско от периода 1896 – 1948 г.;[9]
- Частно турско първоначално училище от периода 1913 – 1947 г.;[10]
- Народно първоначално училище (1878 – 1921) и основаното през 1890 г. Народно основно училище (НОУ) „Хр. Ботев“ (1921 – 1944)[11]; за НОУ „Хр. Ботев“ се съхраняват в масив „С“ на архива, фонд 943, документи от периода 1927 – 2000 г.; по неофициални косвени данни, НОУ „Хр. Ботев“ не действа след 2000 г.[12]
- Допълнително практическо земеделско училище от периода 1934 – 1944 г.;[13]
- Турско народно начално училище „Георги Димитров“ от периода 1944 – 1970 г.;[14]

През 1908 г. е основано читалище „Развитие“.
През 1947 г. е учредено Трудово кооперативно земеделско стопанство „Комбайн“ – село Каран Върбовка, Русенско. След 1958 г. то търпи промени в организацията и наименованието до последното – Кооперативно стопанство (КС) „Черни Лом“ през периода 1991 – 1994 г.
Преди 1989 до манастира „Света Марина“ е функционирал летен учебен лагер по начално военно обучение, където са се обучавали учениците от Русе.

## Обществени институции
Село Каран Върбовка към 2019 г. е център на кметство Каран Върбовка.
В село Каран Върбовка към 2019 г. има:
- действащо читалище „Развитие – 1908“;[20][21]
- действаща само на големи религиозни празници православна църква „Въведение Богородично“;[22]
- Каранвърбовски манастир „Света Марина“[23] (извън селото, около 2,5 km по пътя на юг);
- пощенска станция.[24]

## Културни и природни забележителности

### Каранвърбовски манастир „Света Марина“
Според легендите, водата от аязмото при Каранвърбовския манастир „Света Марина“ е лековита и най-вече помага на хора, имащи проблеми с очите. Земята за светата обител била дарена от турчин, чието сляпо малко детенце прогледнало, като се измило с вода от извора.

## Редовни събития
Всяка година последната събота и неделя на месец юли в селото се провежда събор в местността „Аязмото“.
Съборът на селото е на църковния празник "Въведение Богородично "  който след приемането от Българската православна църква на Новоюлианския календар на 20 декември 1968 година се пада на 21 ноември. До 1969 година съборът на селото се правеше на 4 декември по стария календар. Някои по-възрастни хора продължават по стария календар да празнуват съборът на селото.